# Stanisław Eugeniusz Hiszpański
Stanisław Eugeniusz Hiszpański (ur. 1815 w Warszawie, zm. 11 listopada 1890 tamże) – szewc warszawski. Członek Delegacji Miejskiej.

## Życiorys
Był sierotą ze Szpitala Dzieciątka Jezus. W młodości terminował u majstrów szewskich. Uzyskał godność majstra i otworzył warsztat szewski na ul. Tłomackie. Z czasem dorobił się sklepu na ul. Bielańskiej oraz zakupił kamienicę na ul. Długiej w Warszawie. Około 1858 zetknął się przez Szymona Tokarzewskiego z Edwardem Jürgensem i zaczął brać udział w działaniach oświatowych środowiska tzw. millenerów. W 1858 należał do współzałożycieli Towarzystwa Pomocy Naukowej. 27 lutego 1861 został wybrany do Delegacji Miejskiej i wziął udział w rozmowach z namiestnikiem Michaiłem Gorczakowem. Zasiadał w Wydziale Obywatelskim, Tymczasowej Radzie Miejskiej, Komitecie Przedwyborczym oraz w Radzie Miejskiej z II cyrkułu. W tym czasie wśród rzemieślników warszawskich zyskał miano „nowego Kilińskiego”. Po ogłoszeniu stanu wojennego w Królestwie Polskim został zesłany na Syberię. Wrócił w maju 1862. Po powrocie z zesłania wycofał się z działalności politycznej.

## Rodzina
28 stycznia 1838 ożenił się z Zofią Wróblewską (1815–1891). Był dziadkiem Stanisława Feliksa Hiszpańskiego, właściciela firmy szewskiej „Hiszpański” oraz pradziadkiem artystki Marii Hiszpańskiej-Neumann i Stanisława Hiszpańskiego, malarza i grafika.
Spoczywa na cmentarzu Powązkowskim w Warszawie (kwatera y, rząd 5/6, grób 1/2).